# Крин (Германия)
Крин (нем. Krien) — община в Германии, в земле Мекленбург — Передняя Померания.
Входит в состав района Восточная Передняя Померания. Подчиняется управлению Анклам-Ланд. Население составляет 726 человек (на 31 декабря 2010 года). Занимает площадь 21,83 км².
Посёлок подразделяется на 6 округов:
- Вегецин (Wegezin)
- Крин-Хорст (Krien-Horst)
- Альбинсхоф (Albinshof)
- Штаммерсфельде (Stammersfelde)
- Ной-Крин (Neu-Krien)
- Крин (Krien)

Через посёлок проходит федеральная трасса B199.